# Paule Lamy
Paule Lamy (née le 9 octobre 1892 à Schaerbeek et décédée le 5 juillet 1967) est une avocate féministe belge. Elle est la première femme belge à prêter le serment d'avocate, le 8 mai 1922 à Bruxelles. 

## Biographie

### Famille
La famille de Paule Lamy souhaite pour sa fille une bonne éducation. Elle suit les cours d’Education B d’Henriette Dachsbeck et poursuit son éducation par des études littéraires à l’Université Libre de Bruxelles à partir de 1913. 
Cependant, la Première Guerre mondiale la pousse à l’exil en Angleterre où elle se forme comme infirmière et donne des cours de français. 

### Formation en droit
Paule Lamy revient ensuite en Belgique et reprend dès 1918, des études de droit. Le 23 décembre 1921, elle obtient son doctorat. Le 8 mai 1922, elle est la première femme à prêter le serment d’avocate à Bruxelles grâce à la loi du 7 avril 1922 « permettant aux femmes munies du diplômé de docteur en droit, de prêter le serment d'avocat et d'exercer cette profession » et sera la première femme belge à plaider en Cour d’assises. Elle est ensuite inscrite au Tableau de l’Ordre, le 26 juin, avec Marcelle Renson.  
Malgré ces début de carrière prometteurs, Paule Lamy est obligée de mettre un terme à ses activités à cause d’un accident de voiture. Elle restera toutefois inscrite au Tableau de l’Ordre jusqu’à sa démission en 1956.

## Engagement féministe
Comme de nombreuses femmes diplômées en droit à l’ULB, Paule Lamy est membre de la Fédération belge des femmes universitaires (FBFU). Avec Marcelle Renson et Georgette Ciselet, elles défendent la révision du Code civil et l’élargissement du droit de vote aux femmes. Elle devient la conseillère juridique du FBFU en 1924 et siège également à la commission des relations internationales de l'organisation,. 
Elle rejoint également le Conseil National des Femmes Belges, toujours aux côtés de juristes comme Georgette Ciselet, Fernande Baetens ou Marcelle Renson. Le CNFB est à l’époque dirigé par Marthe Boël, grande figure du féminisme belge. L’arrivée de femmes juristes, compétentes et cultivées, insuffle un nouveau souffle au CNFB qui élargit son champ de revendications. 
Ses engagements se concentrent principalement sur le travail des femmes, leurs droits et les nouveaux métiers qu’elles occupent (puéricultrice, nurse...). Elle encourage les femmes à innover dans leur choix de carrière et à explorer des voies inhabituelles pour faire face à la crise économique. 
Après la Seconde Guerre mondiale, Paule Lamy devient présidente du Groupement belge de la porte ouverte, une organisation créée par Louise de Craene - Van Duuren, visant à l'égalité économique et juridique entre les travailleuses et les travailleurs.  
Paule Lamy faisait également partie de la loge mixte des francs maçons nommée Loge des droits humains.